# La Jolla

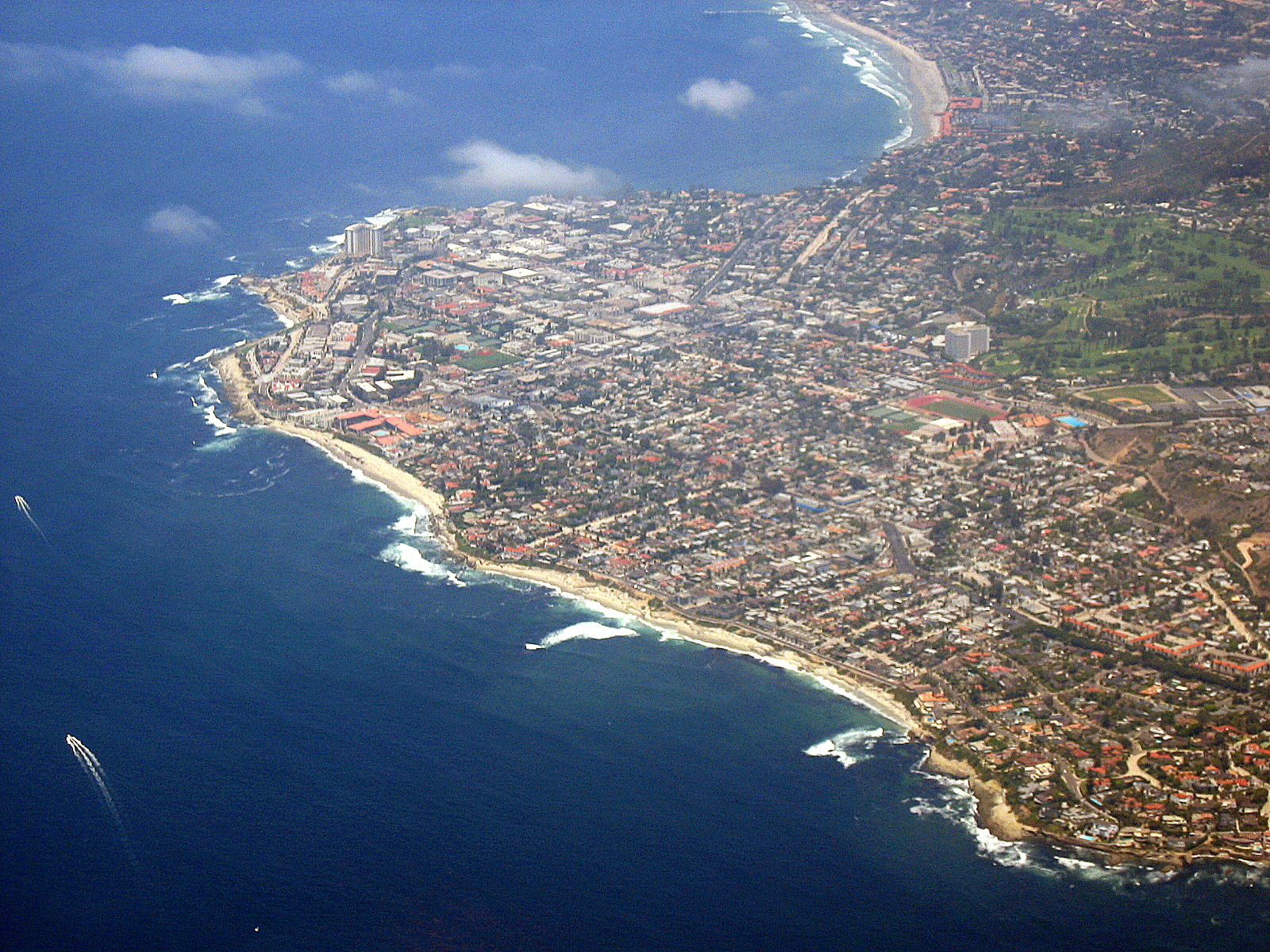
La Jolla von oben

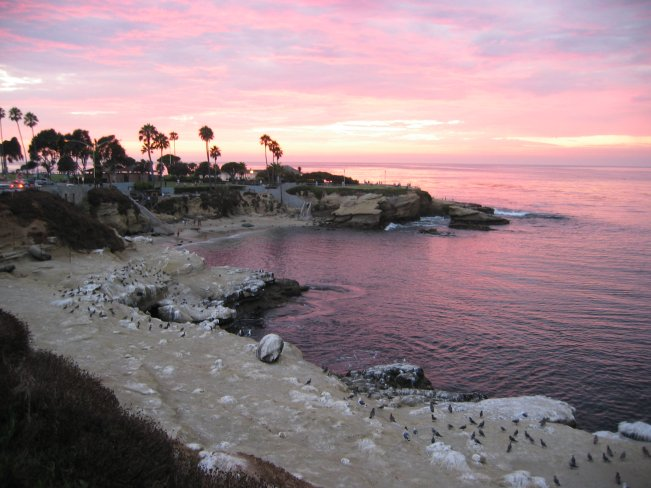
La Jolla Cove

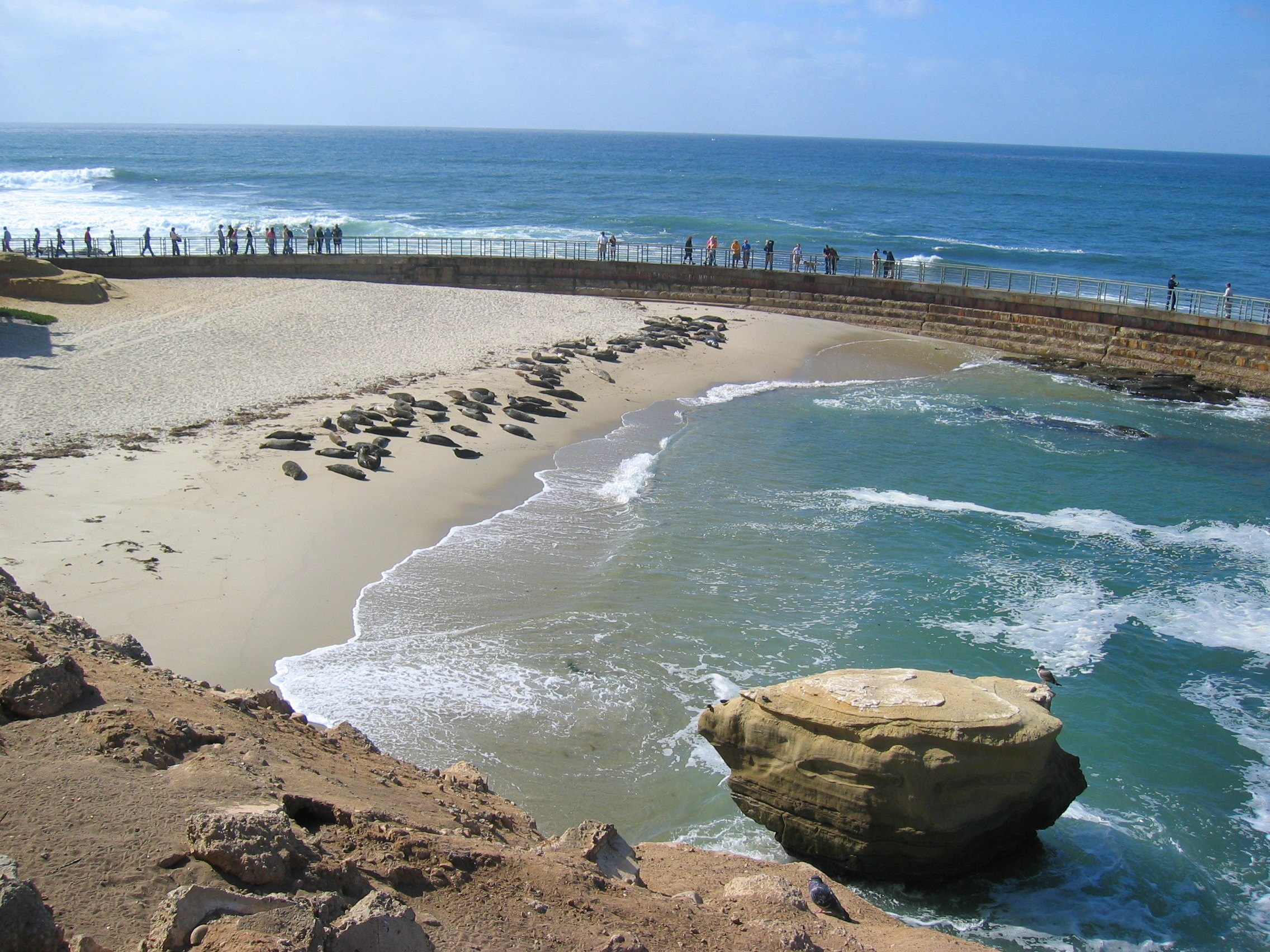
La Jolla Children’s Pool

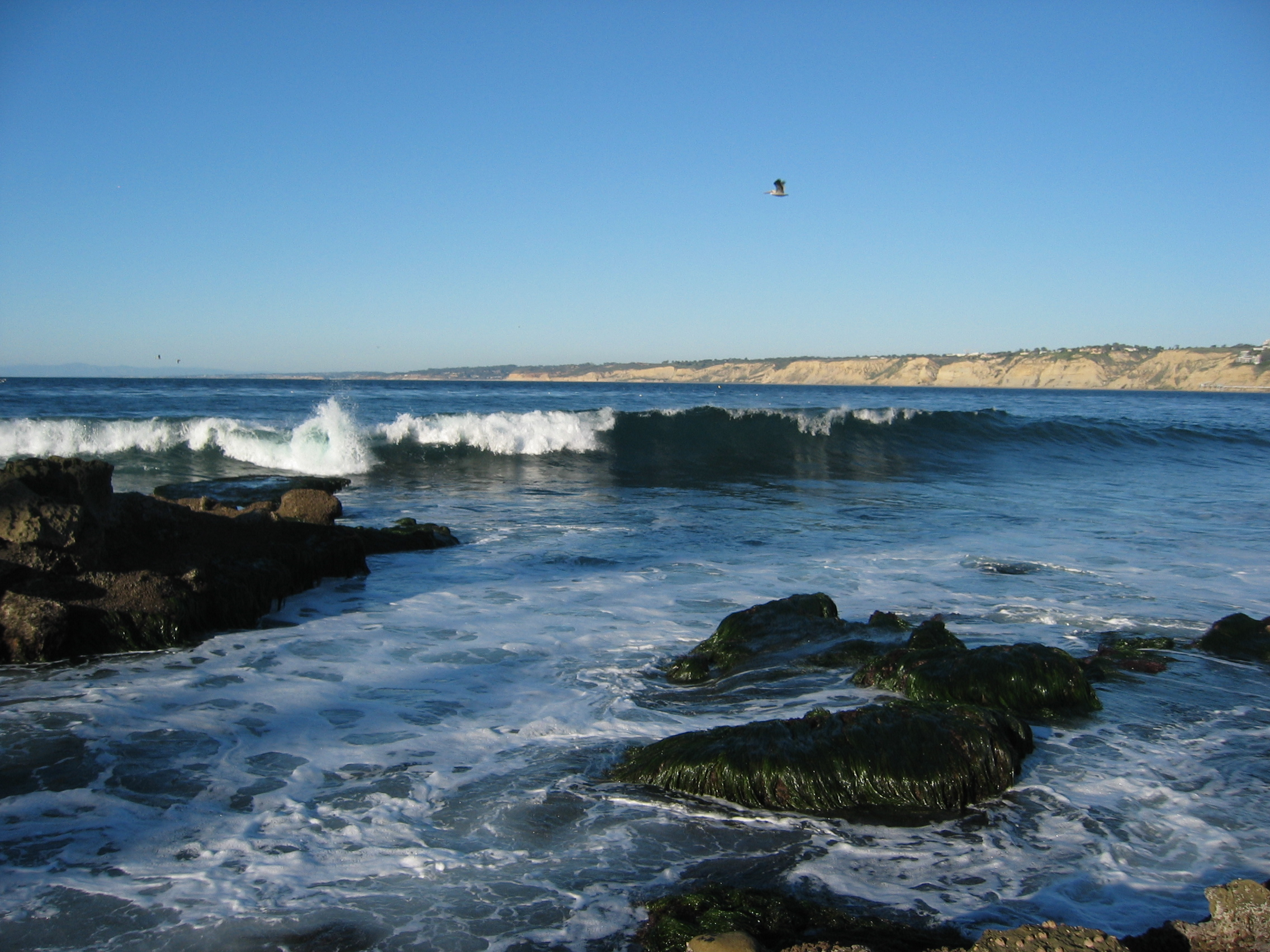
Blick von der La Jolla Cove

La Jolla (spanisch für Juwel, englische Aussprache [ləˈhɔɪə]) ist ein Stadtteil San Diegos an der Küste im San Diego County in Kalifornien. Er liegt 22 Kilometer nördlich des Zentrums von San Diego und hat 46.781 Einwohner (2010). Im Süden grenzt La Jolla an Pacific Beach, im Norden an die Torrey Pines State Reserve und Del Mar. Zu La Jolla gehören die Wohnviertel Bird Rock, Wind ’n’ Sea, La Jolla Shores, La Jolla Village und La Jolla Farms.
Die zerklüftete Küstenlinie in Verbindung mit zahlreichen Stränden (Wind ’n’ Sea Beach, La Jolla Cove, La Jolla Beach and Tennis property, La Jolla Shores, Scripps und Black’s Beach) zählen zu den Hauptattraktionen. Auf ihrem Stadtgebiet befindet sich die University of California, San Diego, die größte Lehrerausbildungseinrichtung in den USA, die medizinische Forschungseinrichtung Scripps Research, das Scripps Institution of Oceanography und das Salk Institute for Biological Studies. Des Weiteren befindet sich das Birch Aquarium in La Jolla.
Das Zentrum bietet eine große Anzahl von exklusiven Geschäften, was auch den Reichtum und den gehobenen Lebensstil seiner Einwohner widerspiegelt. In den 1960er Jahren entstand hier die kalifornische „Surf-Kultur“. In La Jolla befindet sich der berühmte Torrey Pines Golf Course, auf dem jedes Jahr im Februar die PGA Tour Buick Invitational ausgetragen werden.
In den letzten Jahren haben Robben den Strand des Children’s Pool, eine künstliche Bucht in der Nähe der Stadtmitte, bevölkert. Da die Robben durch Bundesgesetze geschützt sind, ist ihre Entfernung schwierig und endete in einer größeren Kontroverse zwischen Tierschützern und der Stadt. Zurzeit ist Schwimmen erlaubt, solange die Tiere nicht belästigt werden.
Ein Unterwasserschutzgebiet (der Jolla Underwater Park) erstreckt sich auf große Anteile der Bucht und gehört zu den interessantesten für Sporttaucher problemlos vom Ufer aus erreichbaren Tauchplätzen Kaliforniens.
Jährlich im September findet mit dem La Jolla Rough Water Swim einer der ältesten regelmäßig ausgetragenen Wettbewerbe im Freiwasserschwimmen statt. Mehr als tausend Teilnehmer schwimmen eine oder drei Seemeilen.

## Söhne und Töchter La Jollas (alphabetisch)
- Vincent Brown (* 1967), Historiker
- Courtney Taylor Burness (* 1995), Schauspielerin
- Francesca Capaldi (* 2004), Schauspielerin
- Robbin Crosby (1959–2002), Musiker
- Steven Culp (* 1955), Schauspieler
- Chris Dingman (* 1980), Jazzmusiker
- Michael Franks (* 1944), Jazzmusiker
- Marcia Gay Harden (* 1959), Schauspielerin
- Óscar Gonzáles Gutiérrez Rubio (* 1974), Wrestler (Ringname: Rey Mysterio)
- Shane Harper (* 1993), Schauspieler, Sänger und Tänzer
- Judd Henkes (* 2001), Snowboarder
- Daniel Jackson (1937–2014), Jazzmusiker
- Lance Loud (1951–2001), Musiker und Journalist
- James David Maslow (* 1990), Schauspieler und Sänger
- Audrey McElmury (1943–2013), Radsportlerin
- Danica McKellar (* 1975), Schauspielerin
- Zoe McLellan (* 1974), Schauspielerin
- Robby Naish (* 1963), vielfacher Weltmeister im Windsurfen
- Mary Oliver (* 1956), Violinistin
- Gregory Peck (1916–2003), Schauspieler
- Nick Ponzio (* 1995), italienisch-US-amerikanischer Kugelstoßer
- Geoffrey R. Pyatt (* 1963), Diplomat
- Gabrielle Reece (* 1970), Beachvolleyballerin, Model, Moderatorin und Schauspielerin
- Autumn Reeser (* 1980), Schauspielerin
- Cliff Robertson (1923–2011), Filmschauspieler
- Lili Simmons (* 1993), Schauspielerin und Model
- Savannah Simo (* 1998), Beachvolleyballspielerin
- Trevor Svajda (* 2006), Tennisspieler
- Zachary Svajda (* 2002), Tennisspieler
- Justin Wadsworth (* 1968), Skilangläufer